# Ван Хай
Ван Хай (кит. упр. 王海, пиньинь Wáng Hǎi; 19 января 1926, Яньтай, Шаньдун, Китайская республика — 2 августа 2020, Пекин) — китайский лётчик 3-й дивизии истребительной авиации во время Корейской войны.

## Биография
Участник Японо-китайской войны 1937—1945 годов.
Во время Корейской войны он сбил или повредил 9 американских самолётов. Летал на истребителе МиГ-15, который теперь выставлен в Военном музее в Пекине.
После войны он был назначен командиром авиационной дивизии, а затем командующим военно-воздушными силами в Гуанчжоуском военном округе. Вышел на пенсию в 1992 году. Ему было присвоено звание маршала авиации в августе 1998 года. 19 октября 2010 года возглавлял китайскую делегацию, которая прибыла в Пхеньян, чтобы отметить 60-летие вступления добровольцев из Китая в Корейскую войну.
Имел награды КНР.